# دانيال فوربس
دانيال فوربس (بالإنجليزية: Daniel Forbes)‏ هو طيار أمريكي، ولد في 6 يونيو 1920 في كانساس في الولايات المتحدة، وتوفي في 5 يونيو 1948.